# Франко Бальдіні
Франко Бальдіні (італ. Franco Baldini, нар. 3 жовтня 1960, Реджелло) — італійський футболіст, півзахисник. Після завершення ігрової кар'єри — спортивний функціонер.
Як гравець насамперед відомий виступами за клуб «Барі», а також за молодіжну збірну Італії.

## Клубна кар'єра
У дорослому футболі дебютував у 1979 році виступами за команду клубу «Санджованезе», в якій провів один сезон, взявши участь у 30 матчах чемпіонату.
Згодом з 1980 до 1982 року грав у складі команд клубів «Варезе» та «Болонья».
Своєю грою за останню команду привернув увагу представників тренерського штабу клубу «Барі», до складу якого приєднався у 1982 році. Відіграв за команду з Барі наступні два сезони своєї ігрової кар'єри. Більшість часу, проведеного у складі «Барі», був гравцем в основному складі команди.
Протягом 1984—1989 років захищав кольори клубів «Пескара», «Кампобассо», «Фоджа» та «Казертана».
Завершив професійну ігрову кар'єру у нижчоліговому клубі «Колліджана», за команду якого виступав протягом 1991—1992 років.

## Виступи за збірну
У 1981 році залучався до складу молодіжної збірної Італії. Але на молодіжному рівні не зіграв жодного офіційного матчу.